# Алексеевка (Башмаковский район)
Алексеевка — село в Башмаковском районе Пензенской области России. Входит в состав Алексеевского сельсовета.

## Население
| 1864 | 1877  | 1897 | 1926  | 1930  | 1959  | 1979 |
| ---- | ----- | ---- | ----- | ----- | ----- | ---- |
| 608  | ↗1114 | ↘831 | ↗1408 | ↘1349 | ↘1180 | ↘499 |
| 1989 | 1996  | 2002 | 2010  |       |       |      |
| ↘253 | ↗281  | →281 | ↘224  |       |       |      |

## История
Село основано в конце XVIII в. графом А. К. Разумовским (в честь него и названо), на Нарышкинских землях. В 1822 г. построена каменная церковь во имя иконы Казанской Богородицы. С 1896 г. волостной центр Чембарского уезда Пензенской губернии. С 1939 г. — центр сельсовета Башмаковского района. Колхоз «Путь Ильича». С 1955 г. по 1959 гг. входило в состав Петровского сельсовета Соседского района.